# Abbaye Saint-Remi de Lunéville
L'abbaye Saint-Remi de Lunéville est fondée au Xe siècle, aussi ancienne que la ville de Lunéville elle-même. Plusieurs communautés religieuses se succèdent dans cette abbaye, reconstruite au XVIIIe siècle et sécularisée sous la Révolution. L'église abbatiale est devenue l'actuelle église Saint-Jacques. L'emplacement des bâtiments conventuels est occupé par l'hôtel de ville depuis le début du XIXe siècle.

## Origine et développement
Au Xe siècle, le comte Folmar le Vieux de Lunéville († 995) fonde un monastère d'hommes dédié à saint Remi, tandis que s'édifie un castrum protégeant le pont sur la Meurthe. Ces trois éléments forment ainsi l'embryon de la ville de Lunéville.
Dès le siècle suivant, les moines, indignes, sont chassés par deux fils de Folmar, qui les remplacent par des moniales dont ils augmentent les possessions, notamment avec Bénaménil et Adoménil, alors village indépendant. L'une des abbesses fonda le premier hôpital de Lunéville.
En 1140, les moniales furent à leur tour remplacées par des chanoines réguliers de saint Augustin venus de la proche abbaye de Belchamp, et qui pouvaient prendre en charge une mission pastorale dans la ville en plein essor et dans ses alentours. L'abbaye reçut en outre la paroisse de la ville, dédiée à saint Jacques, qu'ils devaient desservir.
L'abbaye accueillit en 1622 le premier noviciat de la nouvelle congrégation de Notre-Sauveur instituée par saint Pierre Fourier, réformateur des chanoines réguliers.

## Apogée auXVIIIesiècle

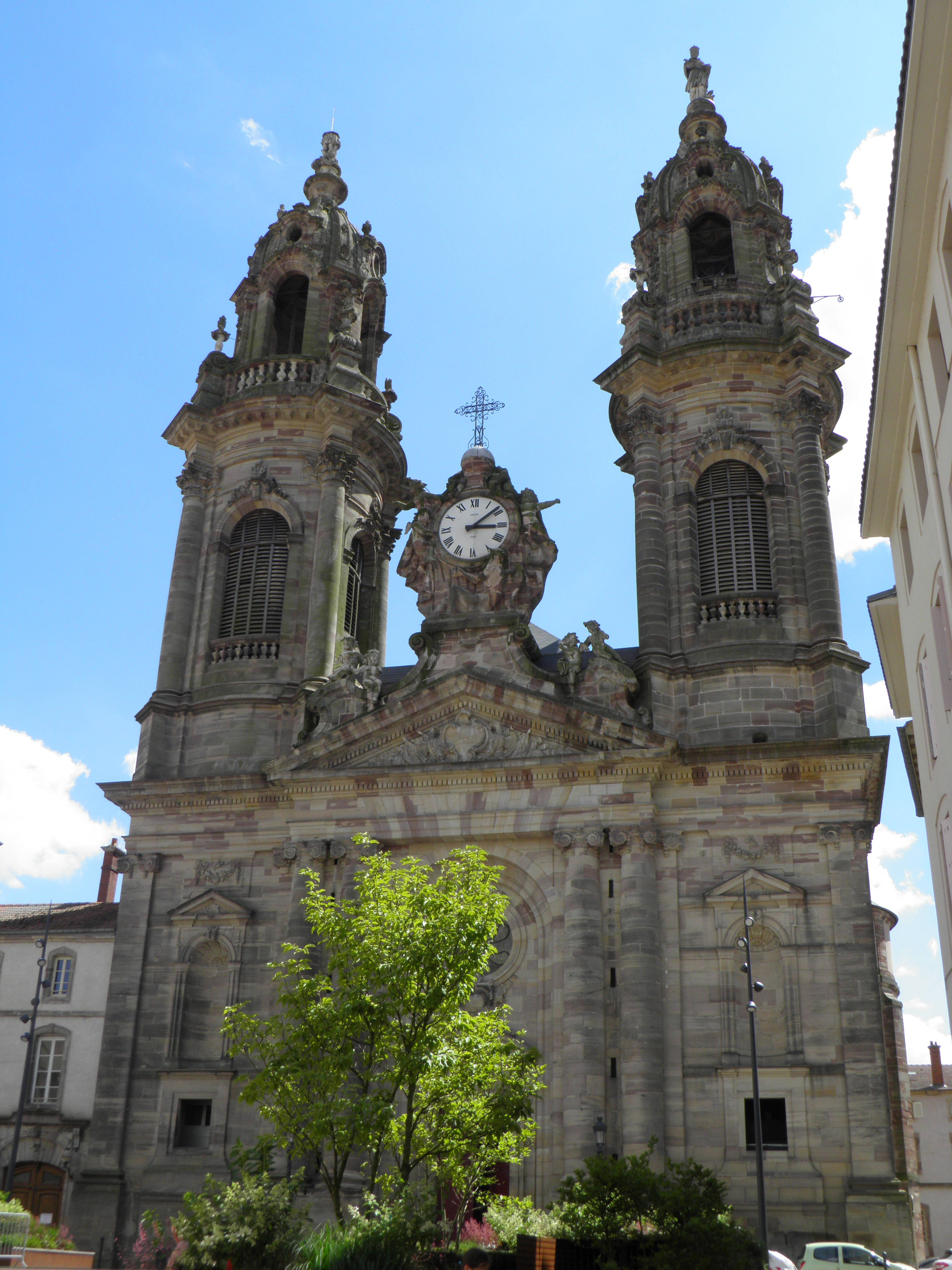
L'église-abbatiale Saint-Remi, devenue église Saint-Jacques de Lunéville.

L'église et le palais abbatial (un temps presbytère) furent reconstruits pour les chanoines à partir de 1730, dans le style classique un peu provincial alors courant en Lorraine. L'architecte n'en est pas connu avec certitude, Jean Nicolas Jadot ou Jean-Nicolas Jennesson étant les plus probables.
L'église abbatiale occupe un point central dans la disposition d'ensemble des bâtiments. Elle remplaçait l'ancienne abbatiale, vétuste et détruite en 1729. Les seuls revenus des chanoines ne suffisant pas à achever la construction, le roi Stanislas qui séjourne souvent à Lunéville demande à son premier architecte Emmanuel Héré de la mener à bien, et prend sur sa cassette personnelle pour en couvrir les frais. À partir de 1745, il impose aux chanoines d'y rattacher leur paroisse Saint-Jacques, l'église paroissiale dont ils avaient la charge menaçant à son tour de s'effondrer : c'est bien comme église Saint-Jacques qu'elle est aujourd'hui connue des Lunévillois. Les tours de l'église sont achevées en 1747, dans un style rococo qui rappelle l'Europe centrale chère à Stanislas.
Avant la Révolution, les chanoines avaient également commencé la reprise des bâtiments conventuels existants (à l'est de l'église) et projetaient d'importantes extensions vers la rue Banaudon.

## Destinée après la Révolution
L'abbaye fut sécularisée à la Révolution, et une partie des bâtiments conventuels fut détruite pour ouvrir la rue des Templiers. En 1798, le bâtiment conventuel devint hôtel de ville, tandis que le logis abbatial, propriété lui aussi de la ville, fut affecté au presbytère de la paroisse Saint-Jacques en 1802.
L'hôtel de ville bénéficia ensuite d'une extension vers la rue des Templiers, qui complétait la symétrie des bâtiments existants par rapport au chevet de l'église ; la façade était unifiée, couronnée d'une balustrade, contribuant à l'allure majestueuse de l'ensemble.
L'ancien logis abbatial libéré par la paroisse attend sa nouvelle affectation.
L'église a quant à elle subi une restauration complète, et son orgue, unique en son genre par son décor théâtral masquant la tuyauterie, est de nouveau fonctionnel.
L'hôtel abbatial en totalité et le sol de son jardin sont inscrits au titre des monuments historiques par arrêté du 2 mai 2006. L'église est classée monument historique par arrêté du 20 septembre 1926.

### Musée
L’ancien presbytère est devenu l’Espace muséal de l'Hôtel Abbatial, une reconstitution d’un riche appartement du milieu du XVIIIe siècle. Des expositions temporaires sont également accueillies.

## Liste des abbés
- 1140-11?? : Durand
- 1152-1154 : Conon
- 1154-1170 : Abéron
- 1170-1191 : Henri Ier
- 1191-1201 : Jean Ier
- 1201-1206 : Othon
- 1206-1225 : Hardouin
- 1225-1249 : Bertrand
- 1249-1260 : Étienne
- 1260-1267 : Pierre
- 1267-1293 : Jean II
- 1293-1295 : Hugues
- 1295-1303 : Henri II
- 1303-1326 : Jean III
- 1326-1351 : Louis Ier
- 1351-1375 : Simon Molan
- 1375-1414 : Gautier de Rosières
- 1414-1422 : Jean IV Sauvage
- 1422-1461 : Dominique Ier Rentier
- 1461-1474 : Louis II de Nancy
- 1474-1492 : Philippe Franquin
- 1492-1538 : Désiré-Antoine de Magnière
- 1538-1547 : Thibaud Vincent
- 1547-1562 : François Ier Porsieux
- 1562-1588 : Michel de Grand
- 1588-1623 : Jacques Magnien
- 1623-1649 : Charles Ier de Lorraine
- 1649-1662 : Charles II Nicolas-Léopold-Sixte de Lorraine
- 1662-1693 : Christophe d’Hordal
- 1693-1697 : Claude-Nicolas de Sève
- 1697-1700 : Hyacinthe de Tornielle
- 1700-1726 : François II Huguin
- 1726-1738 : Sigisbert Verlet
- 1738-1767 : Dominique II Bexon
- 1767-1790 : Joseph de Mathy

Source : Gallia Christiana